# Белцешть
Белцешть, Белцешті (рум. Bălțești) — село у повіті Прахова в Румунії. Входить до складу комуни Белцешть.
Село розташоване на відстані 74 км на північ від Бухареста, 20 км на північний схід від Плоєшті, 73 км на південний схід від Брашова.

## Населення
За даними перепису населення 2002 року у селі проживали 1394 особи. Усі жителі села рідною мовою назвали румунську.
Національний склад населення села:
| Національність | Кількість осіб | Відсоток |
| -------------- | -------------- | -------- |
| румуни         | 1147           | 82,3%    |
| цигани         | 247            | 17,7%    |